# كروفورد بالمر
كروفورد بالمر (بالفرنسية: Crawford Palmer)‏ (و. 1970  م) هو لاعب كرة سلة من فرنسا، والولايات المتحدة، ولد في إثاكا، نيويورك، شارك في الألعاب الأولمبية الصيفية 2000، وبطولة أمم أوروبا لكرة السلة 2001، مركز لعبه هو وسط.

## التعليم
تعلم في ثانوية واشنطن ليبرتي ‏
.

## روابط خارجية
- كروفورد بالمر على موقع الاتحاد الدولي لكرة السلة (الإنجليزية)
- كروفورد بالمر على موقع الدوري الإسباني لكرة السلة (الإسبانية)
- كروفورد بالمر على موقع كرة السلة الأوروبية.كوم (الإنجليزية)
- كروفورد بالمر على موقع كلية كرة السلة في سبورتس رفرنس.كوم (الإنجليزية)
- كروفورد بالمر على موقع ريلجم (الإنجليزية)
- كروفورد بالمر على موقع بروبوليرز (الإنجليزية)
- كروفورد بالمر على موقع سبورتس رفرنس (الإنجليزية)
- كروفورد بالمر على موقع أوليمبيديا (الإنجليزية)